# Élections fédérales suisses de 1919
Les élections fédérales suisses de 1919 se sont déroulées le 26 octobre 1919. Ce sont les premières élections fédérales de Suisse basées sur un système de représentation proportionnelle. Elles ont marqué le début de la 25e Législature depuis 1848 et ont vu le renouvellement des 189 sièges du Conseil national et des 44 sièges du Conseil des États pour une durée de 3 ans.
En 1918, une initiative populaire déposée par le Parti socialiste suisse et le Parti conservateur populaire est rejetée par le Parlement les 19 et 20 juin 1918 avant d'être soumise au Peuple. Cette Initiative populaire « Élection proportionnelle du Conseil national » est acceptée en votation populaire le 13 octobre 1918 à 66,8 %. Seuls les cantons d'Appenzell Rhodes-Extérieures, de Thurgovie et de Vaud rejettent le texte. Le Parlement édicte alors un Arrêté fédéral en vue de modifier l'Article 73 de la Constitution, arrêté soumis au Peuple le 10 août 1919 et accepté à 71,6%.
Le texte de l'initiative avait la teneur suivante :
« L'article 73 de la constitution fédérale est abrogé ; il est remplacé par l'article ci-après : Les élections pour le Conseil national sont directes. Elles ont lieu d'après le principe de la proportionnalité, chaque canton ou demi-canton formant un collège électoral. La législation fédérale édictera les dispositions de détail pour l'application de ce principe. »
Dès lors, le renouvellement du Conseil national s’effectue pour la première fois au système proportionnel et chaque canton forme une circonscription électorale. Il y a désormais 25 circonscriptions (26 aujourd'hui après la création en 1978 de la République du Jura) et les sièges sont répartis d'après la taille de la population suisse cantonale, femmes comprises bien qu'elles n'auront le droit de vote qu'en 1971. Les plus petits cantons ont automatiquement un siège garanti. Ces élections marquent ainsi la fin de l'hégémonie du Parti radical-démocratique (PRD) qui perd la majorité absolue des sièges, passant de 103 à 60 députés avec 28,8%. Le Parti des paysans, artisans et bourgeois gagne 26 sièges (15,3 %) et les socialistes 21 en talonnant le PRD avec 23,5 %. Les conservateurs-catholiques conservent leurs 41 représentants. Les Évangéliques obtiennent leur premier élu. À Genève, les Jeunes Radicaux obtiennent un siège et dans les cantons de Zurich et Berne, les sections des Grütlianer n'ayant pas fusionné avec le Parti socialiste obtiennent chacune un siège.
L'introduction de la proportionnelle va apporter une situation de stabilité dans la composition du Parlement. PRD et PCP (aujourd'hui PDC) vont dominer le Conseil des États pour toutes les élections suivantes. Au Conseil national, PCP, PRD et PS vont alterner leurs positions dans le trio de tête, le PCP ne remportant toutefois jamais la première place. Enfin, le PAB (aujourd'hui UDC) restera le quatrième parti en nombre de voix jusqu'en 2003, date à laquelle il deviendra le premier parti en nombre de voix.
Au Conseil des États, le vote majoritaire subsiste et l'organisation du vote reste de la compétence des cantons. Sur 44 sièges, le PRD obtient 23 sièges.
Sur 946 271 hommes de plus de 20 ans inscrits, 760 600 prirent part à ces élections avec un taux de participation de 80,4 %. Le Canton de Schaffhouse, où le vote obligatoire est en vigueur, connaît un taux de participation de 91,1 % et le taux de participation le plus bas est de 24,7 % pour le Canton de Nidwald.

## Législature 1919-1922
|  | Partis                                   | Sigles | Tendances politiques            | Sièges au CN | Sièges au CE |
|  | ---------------------------------------- | ------ | ------------------------------- | ------------ | ------------ |
|  | Parti radical-démocratique               | PRD    | radical/protestant              | 60           | 23           |
|  | Parti conservateur populaire             | PCP    | conservateur/catholique         | 41           | 17           |
|  | Parti socialiste                         | PSS    | socialiste                      | 41           | -            |
|  | Parti des paysans, artisans et bourgeois | PAB    | agrarien/protestant             | 30           | 1            |
|  | Parti libéral démocratique               | PLD    | libéral/conservateur/protestant | 9            | 2            |
|  | Parti démocratique                       | DEM    | progressiste                    | 4            | 1            |
|  | Société du Grütli (ZH & BE)              | G      | mouvement ouvrier               | 2            | -            |
|  | Jeunes radicaux (GE)                     | JRS    | radical de gauche/protestant    | 1            | -            |
|  | Parti chrétien-protestant                | PCP    | protestant                      | 1            | -            |